# Prapawadee Jaroenrattanatarakoon
Prapawadee Jaroenrattanatarakoon (en thaï ประภาวดี เจริญรัตนธารากูล), née sous le nom de Chanpim Kantatian le 29 mai 1984, est une haltérophile thaïlandaise.
Lors des championnats du monde d'haltérophilie de 2005, elle devient vice-championne du monde dans la catégorie des moins de 53 kg, soulevant un total de 223 kg. En 2006, elle remporte la médaille d'or lors des championnats du monde universitaire dans cette même catégorie.
Elle change son nom en 2007, pour qu'il lui porte chance.
Elle remporte le concours des moins de 53 kg des Jeux olympiques de 2008, à Pékin. Elle gagne ainsi sa première médaille olympique, à l'âge de 24 ans, battant ainsi le record olympique de l'épaulé-jeté.